# Моздок (Тамбовская область)
Моздок — деревня в Уваровском районе Тамбовской области. Входит в Берёзовский сельсовет.

## География
Село находится в юго-восточной части Тамбовской области, в лесостепной зоне, в пределах Окско-Донской равнины, на реке Вязовка (приток Савалы,) в 22 км к западу от Уварово и в 90 км к югу от Тамбова. Вблизи деревни созданы пруды на притоке Вязовки.

### Климат
Климат умеренно континентальный, относительно сухой, с умеренно холодной зимой и тёплым летом. Среднегодовая многолетняя температура воздуха составляет 5,3 °С. Средняя температура воздуха самого холодного месяца (января) — −10,4 °C (абсолютный минимум — −40 °C); самого тёплого месяца (июля) — 19,6 °C (абсолютный максимум — 42 °С). Безморозный период длится 143 дня. Среднегодовое количество атмосферных осадков составляет 516 мм, из которых 324 мм выпадает в период с апреля по октябрь. Продолжительность залегания снежного покрова составляет в среднем 128 дней.

## Население
| 2002 | 2010 |
| ---- | ---- |
| 131  | ↘103 |

## Инфраструктура
Личное подсобное хозяйство.

## Транспорт
От деревни отходит дорога на восток к Ивановке (выход к автодорогам на Уварово и Моисеево-Алабушку).